# 히가시후쿠마역
히가시후쿠마역(일본어: 東福間駅 히가시후쿠마에키[*])은 일본 후쿠오카현 후쿠쓰시에 있는 규슈 여객철도 가고시마 본선의 역이다.

## 역 구조 및 승강장
상대식 승강장 2면 2선을 가지는 지상역으로, 선상 역사를 갖춘다. 규슈 교통기획이 역 업무를 행하는 업무 위탁역으로, 발권 창구가 설치되어 있다.
| 1 | ■ 가고시마 본선 | (상행) | 아카마 · 고쿠라 · 모지코 방면 |
| 3 | ■ 가고시마 본선 | (하행) | 하카타 · 구루메 · 오무타 방면 |

## 이용 현황
- 2005년의 1일 평균 승차 인원은 2,630명이다(전년도 비 - 118명).

| 승차인원추이 | 승차인원추이  |
| 연도         | 1일 평균 인수 |
| ------------ | ------------- |
| 2001         | 3,186         |
| 2002         | 3,049         |
| 2003         | 2,918         |
| 2004         | 2,748         |
| 2005         | 2,630         |

## 역 주변
역명이 나타내듯이 후쿠마 역의 동쪽에 위치하고 있다. 구) 후쿠마 정 지역의 중·북부에 가까운 장소로, 주변은 후쿠오카시 · 기타큐슈시의 베드타운으로서 주택개발이 진행된다.
- 히가시후쿠마 공원
- 히가시후쿠마 단지
- 아케보노 히가시후쿠마

## 역사
- 1978년 10월 2일 : 일본국유철도가 개업.
- 1987년 4월 1일 : 일본국유철도 분할 민영화에 의해 규슈 여객철도가 승계.
- 2000년 2월 19일 : 자동 개찰기 도입.
- 2009년 3월 1일 : IC카드 SUGOCA가 도입.

## 인접 역
| 가고시마 본선     | 가고시마 본선 | 가고시마 본선        |
| ----------------- | ------------- | -------------------- |
| 도고 모지 항 방면 | ■ 쾌속 · 보통 | 후쿠마 가고시마 방면 |